# Перименопауза
Перименопауза,  која дословно значи  око менопаузе односи се на транзициони период који претхооди менопаузи, који почиње неколико година пре датума последње епизоде менстуације. Ово је период када јајници постепено производе мање естрогена, што се  обично дешава у раним 40-им, али може почети у 30-им годинама живота жене или чак и раније. 
Промене у менструалном циклусу (заснована на одступању од уобичајеног месечног ритма), први су знаци почетка перименопаузе, која може трајати и читаву деценију. У овом периоду повећава се број дана између менструачних циклуса, да би на крају менструални циклус потпуно престао. Након овога периода следи менопауза, која у просеку настаје 12 месеци после последњег циклуса. 
Клиничку слику перименопаузе  прати промене расположења, епизоде анксиозности, као и проблеми са концентрацијом (нека врста магле у памћењу), који могу знатно утицати на квалитет живота, имајући у виду да перименопауза почиње у четрдесетим годинама, када је жена радно активна.
Према Северноамеричком друштву за менопаузу, ова транзиција може трајати четири до осам година. Док Центар за истраживање менструалног циклуса и овулације описује пременопаузу као фазу од шест до десет година која се завршава 12 месеци након последње менструације.

## Етиологија
Током перименопаузе, нивои естрогена су у просеку око 20-30% виши него током пременопаузе, често са великим флуктуацијама.
Током овог периода, плодност се смањује, али се сматра да не достиже крај све до последњег  датума менопаузе. Званични датум се утврђује ретроактивно, након што прође 12 месеци од последње појаве менструалне крви.
Прелазак у менопаузу обично почиње између 40. и 50. године живота (просек 47,5). Перименопауза може трајати до осам година. Жене ће често, али не увек, започети ове транзиције (перименопауза и менопауза) отприлике у исто време као и њихова мајка. 
Смањење репродуктивне функције је својствено природи. Ово је процес који се не може спречити и коме је подложна свака жена. У материци се налази одређена залиха фоликула са јајима, која се исцрпљује до одређеног узраста. Када се те залике исцрпу јајници престају да производе хормоне и жена се приближава менопаузи.

### Фактори ризика
Ранији почетак периода перименопаузе је предиспониран следећим факторима ризика:
- хроничне инфламаторне болести гениталног подручја;
- историја операције јајника;
- ектопична трудноћа;
- неколико абортуса;
- хемотерапија, радиотерапија;
- неконтролисана употреба оралних контрацептива;
- неплодност;
- дисфункција штитне жлезде,
- дисфункција надбубрежне жлезде.

## Патогенеза
Естрогени учествују у метаболичким процесима калцијума, колагена, холестерола и убрзавају укупан метаболизам. Недостатак хормона доводи до испирања калцијума из коштаног ткива, смањујући њихову снагу. Смањује се еластичност коже, лигамената зглобова и потпорних лигамената унутрашњих органа. Метаболизам се успорава, долази до прерасподеле и таложења масног ткива, акумулира се штетни холестерол. У слузокожи уринарног тракта и роднице преовлађују атрофичне промене, повећава се сувоћа слузокоже роднице, што узрокује неугодности током полних одоса.
Смањење количине естрогена стимулише хипофизу да производи фоликлостимулишуће и лутеинизирајуће хормоне (ФСХ и ЛХ), ноћне скокове у хормону који стимулише штитасту жлезду (ТСХ). Промене се јављају и у функционисању аутономног нервног система, производњи допамина и норепинефрина, што се манифестује ноћним налетима врућине и знојењем.

## Клиничка слика
Перименопауза узрокују многе физичке промене посебно током последње 1-2 године перименопаузе (пре менопаузе). Неке од ових промена су:
- таласи врућине,
- ноћно знојење,
- потешкоће са спавањем,
- промене расположења,
- сувоћа или атрофија вагине,
- инконтиненција,
- остеопороза,
- срчана обољења.

Перименопауза је такође повезана са већом вероватноћом депресије (која погађа од 45% до 68% жена у перименопаузи), што је двоструко већа вероватноћа да утиче на оне жене које су већ патиле од депресије.

## Терапија
Нека истраживања показују да суплементација мелатонина код жена у перименопаузи може побољшати функцију штитне жлезде и нивое гонадотропина, као и враћање плодности и менструације и спречавање депресије повезане са менопаузом.